# Walter Scheel
Walter Scheel (Solingen, 8. srpnja 1919. – Bad Krozingen, 24. kolovoza 2016.), njemački političar.
7. svibnja 1974. godine kao tadašnji vicekancelar postao je vršitelj dužnosti kancelara nakon ostavke Willyja Brandta. To je bio cijelih 9 dana, sve dok 16. svibnja nije izabran novi kancelar Helmut Schmidt. 
1. srpnja 1974. godine preuzeo je dužnosti njemačkog predsjednika na kojoj je bio jedan mandat (5 godina). Počasni je predsjednik Slobodne demokratske stranke (FDP).
Kao njemački predsjednik i ministar vanjskih poslova bio je jedan od oblikovatelja zapadnonjemačke politike pomirenja s komunističkim blokom.
Preminuo je 2016. u 97. godini života.

## Djela
- Opposition als Auftrag, u: Liberal, 1967., br. 8, str. 575 - 580.
- Opposition: Kritik und Kontrolle, u: Liberal, 1967., br. 11, str. 806 - 809.
- Formeln deutscher Politik, 1968.
- Warum Mitbestimmung - und wie?, 1970.
- Vom Recht des Anderen - Gedanken zur Freiheit, 1977.
- Die Zukunft der Freiheit - Vom Denken und Handeln in unserer Demokratie, Econ Verlag, 1979.
- Wen schmerzt noch Deutschlands Teilung?, 1986.
- Freiheit in Verantwortung, Deutscher Liberalismus seit 1945, Bleicher 1988.
- Erinnerungen und Einsichten. Hohenheim-Verlag, Stuttgart 2004.
- Hoch auf dem gelben Wagen - singl, 1974.